# David Buchan
David Buchan (* 1780 in Schottland; † Dezember 1838 auf See) war ein britischer Marineoffizier und Polarforscher.

## Leben
Über Buchans Elternhaus und Privatleben ist wenig bekannt. 1802 oder 1803 heiratete er Maria Adye, mit der er mindestens drei Kinder hatte.

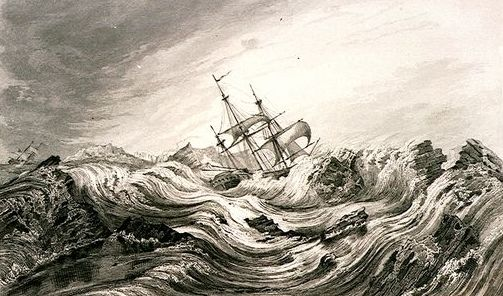
HMS Dorothea in The Expedition Driven into the Ice, 30. Juli 1818, von Frederick William Beechey

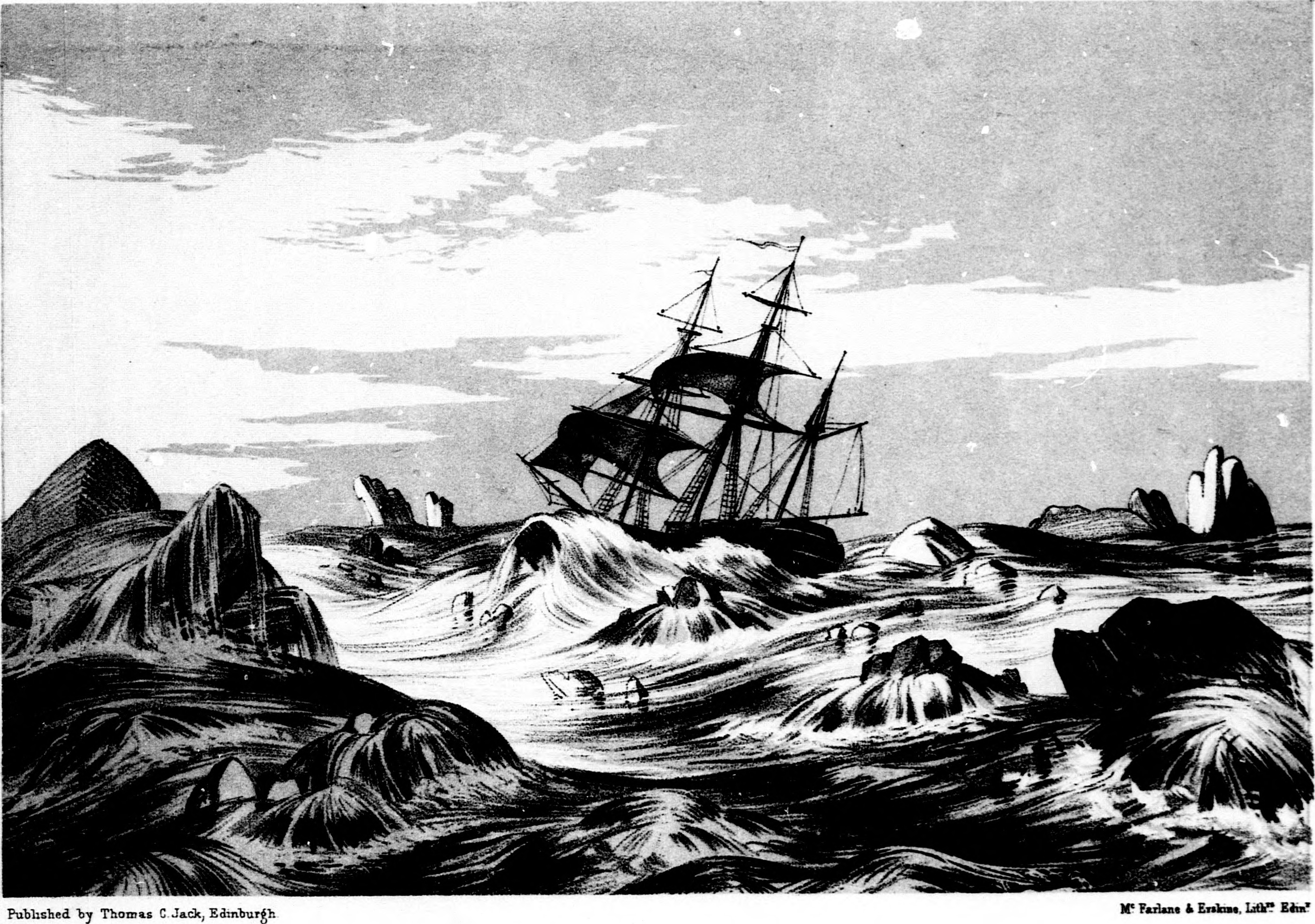
HMS Trent in Arctic expeditions from British and foreign shores, 7. Juni 1818, von D. Murray Smith

Buchan wurde 1806 zum Lieutenant der Royal Navy ernannt. Zwei Jahre später führte er ein Konvoischiff, um englische Hochseefischer im Gebiet von Neufundland zu beschützen. 1810 beauftragte ihn der Gouverneur von Neufundland, John Thomas Duckworth, eine Expedition ins Innere von Neufundland zu dem Indianerstamm der Beothuks zu führen. Als Kommandant der HMS Adonis fuhr er den Fluss Exploits River aufwärts. Nach einem Marsch stieß er auf die Beothuks. Der zunächst friedlich verlaufende Kontakt endete jedoch mit der Ermordung von zwei Mitgliedern seiner Mannschaft. Buchan brach das Unternehmen daraufhin ab.
1818 erhielt er, inzwischen 1816 zum Commander befördert, vom zweiten Sekretär der Admiralität John Barrow den Auftrag, mit der HMS Dorothea den Seeweg der Nordostpassage von England über Spitzbergen durch die Polarregion zur Beringstraße und weiter zum Pazifik zu finden und die Region kartografisch zu erfassen. Er wurde begleitet von der HMS Trent unter der Leitung von John Franklin. Beide Schiffe bestanden aus für den Zweck verstärkten Walfängern. Sie verließen die Themse am 25. April 1818. Die Reise war jedoch schwierig, meist hingen sie im Packeis fest oder warteten in Spitzbergen auf eine passende Gelegenheit zur Weiterfahrt. Im Zuge ihrer wiederholten Versuche erreichten sie bei 80°34' den nördlichsten Punkt ihrer Expedition. Heftige Stürme und Packeis führten wiederholt zu Schäden an den Schiffen. Vor allem das größere Schiff, die HMS Dorothea, war schließlich so schwer geschädigt, dass trotz notdürftiger Reparatur eine Weiterreise zu riskant wurde. Gegen den Rat von Franklin entschied Buchan das Unternehmen abzubrechen. Am 22. Oktober 1818 liefen sie wieder in die Themse ein.
Im nächsten Jahr war er mit der HMS Grasshopper erneut in Neufundland. Der Gouverneur Sir Charles Hamilton gab ihm den Auftrag zur Befriedung der Beziehung mit den Beothuk Indianern. Weiße Siedler hatten zuvor im Rahmen einer gewaltsamen Auseinandersetzung die Indianerfrau Demasduit gefangen genommen. Buchan sollte Demasduit auf seinem Schiff wieder zurück zu ihrem Volk bringen. Sie erkrankte jedoch an Tuberkulose und starb unterwegs. Buchan erreichte den Lagerplatz der Beothuk, die Indianer hatten sich jedoch versteckt. Zusammen mit einigen Geschenken legte er ihren Leichnam ehrenvoll dort ab und fuhr wieder zurück.
Buchan wurde am 12. Juni 1823 zum Captain der Royal Navy befördert, über weitere Expeditionsreisen ist nichts bekannt. Vermutlich trat er später in die Dienste der Britischen Ostindien-Kompanie. Am 8. Dezember 1838 bestieg er in Kalkutta das Segelschiff Upton Castle. Auf dem Weg nach England ging er vermutlich über Bord und wurde später als verschollen erklärt.